# Олтарник
В западната църковна архитектура олтарникът представлява живописно или скулптурно пано, намиращо се зад олтара. Олтарниците са характерни за готическите катедрали. Терминът е синоним на ретабло.